# Хоэнфельден
Хоэнфельден (нем. Hohenfelden) — община в Германии, в земле Тюрингия. 
Входит в состав района Веймар. Подчиняется управлению Кранихфельд. Население составляет 374 человека (на 31 декабря 2010 года). Занимает площадь 8,43 км².
Коммуна подразделяется на 6 сельских округов.